# Wellington Arch

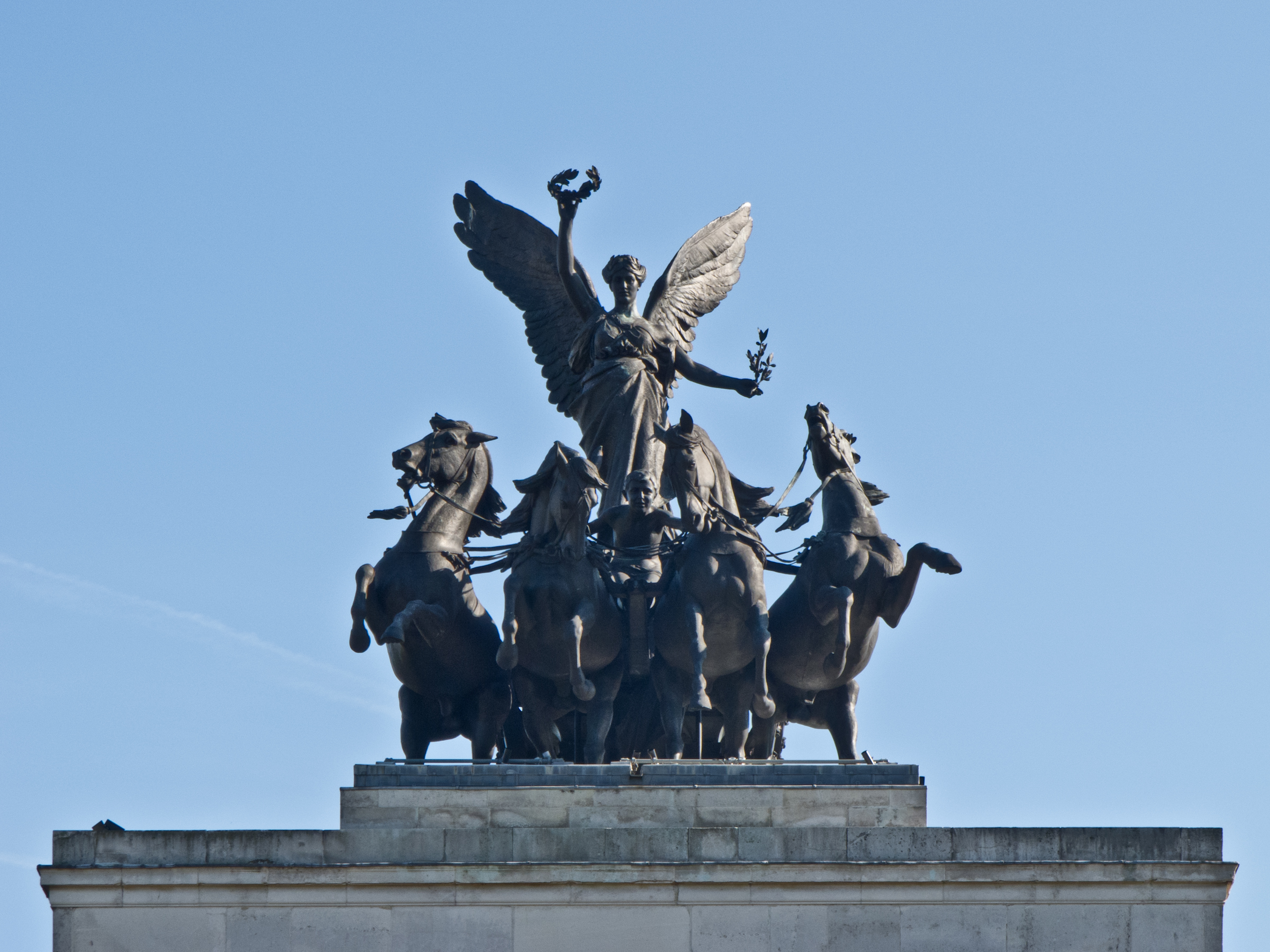
Kwadryga odlana z brązu, umieszczona na górze łuku

Wellington Arch, znany również jako Constitution Arch lub Green Park Arch – łuk triumfalny w centralnym Londynie (Anglia), znajdujący się na południe od Hyde Parku i na północno-zachodnim krańcu Green Parku. Powstał z inicjatywy króla Jerzego IV z 1825 roku i razem z Marble Arch miał upamiętniać zwycięstwa wojsk brytyjskich w wojnach napoleońskich. Wellington Arch miał również stanowić bramę do Constitution Hill, a tym samym oficjalną bramę do centralnego Londynu od strony zachodniej. 
Budowa łuku trwała w latach 1826-1830, według projektu angielskiego architekta Decimusa Burtona. Duża część zewnętrznych ornamentów została pominięta, z powodu wysokich kosztów remontu Buckingham Palace, trwającego w tym samym czasie. Początkowo łuk stał dokładnie naprzeciw Apsley House, w niewielkiej odległości i pod kątem prostym do obecnego położenia. Miał być częścią wielkiej trasy ceremonialnej w kierunku Buckingham Palace.
W 1846 roku podjęto decyzję, iż na górze Wellington Arch zostanie umieszczony posąg Arthura Wellesley'a, księcia Wellington. Pomnik konny księcia wyrzeźbił Matthew Cotes Wyatt. Statua miała 8,5 metra wysokości i w momencie powstania była największą w Wielkiej Brytanii. Rozmiary pomnika budziły kontrowersje, dlatego sugerowano jego przeniesienie w inne miejsce. Ponieważ mogło to okazać się obraźliwe dla księcia, z rozkazu królowej pomnik pozostał na miejscu. 
W latach 1882–1883 łuk został przesunięty bliżej obecnej lokalizacji, z powodu programu poszerzania dróg. W 1885 roku usunięto statuę księcia, która została przeniesiona do Aldershot, w hrabstwie Hampshire. W 1912 na górze łuku umieszczono odlaną z brązu kwadrygę, autorstwa angielskiego rzeźbiarza Adriana Jonesa. Rzeźba przedstawia anioła pokoju zstępującego na rydwanie wojny. Twarz woźnicy należy do małego chłopca (w rzeczywistości syna Herberta Sterna, barona Michelham, fundatora rzeźby). Pomnik jest największą rzeźbą z brązu w Europie.
Łuk jest w środku pusty i do 1992 roku mieścił się w nim drugi od końca pod względem wielkości posterunek policji w Londynie (najmniejszy znajdował się na Trafalgar Square). Od 1999 należy do English Heritage i jest otwarty dla publiczności. W środku znajdują się trzy piętra eksponatów, obejmujących historię łuku i jego zastosowania. Zwiedzający mogą również wejść na tarasy, znajdujące się po obu stronach górnej części łuku, skąd dobrze widać Constitution Hill, Hyde Park Corner, Hyde Park, Green Park, a nawet prywatne ogrody Buckingham Palace.
Od 9 stycznia 1970 roku Wellington Arch figuruje na brytyjskiej liście zabytków I stopnia.